# Joseph Rosales
Joseph Yerimid Rosales Erazo, noto semplicemente come Joseph Rosales (6 novembre 2000), è un calciatore honduregno, centrocampista del Minnesota Utd.

## Carriera

### Club
Nel 2018 ha esordito nella prima divisione panamense.
Il 6 agosto 2021 viene ceduto in prestito in MLS al Minnesota Utd.

### Nazionale
Con la nazionale Under-20 honduregna ha preso parte al campionato mondiale di calcio Under-20 2019.
Nel marzo 2022 viene convocato per la prima volta in nazionale maggiore, debuttando il mese stesso nella sconfitta per 2-1 contro la Giamaica.